# Памела Андерсън
Па̀мела Денѝс А̀ндерсън (на английски: Pamela Denise Anderson) е канадско-американска актриса  от финландски произход и секс символ.

## Биография
Родена е на 1 юли 1967 г. в Лейдисмит, Британска Колумбия, Канада. През 2012 г. участва в българския Биг Брадър.

## Сериали и филми с Памела Андерсън
- Спасители на плажа (1992)
- Бодлива тел (1996)
- ВИП (1998)
- Страшен филм 3 (2003)
- Блондинка в книжарницата (2005)
- Блондинка и блондинка
- От руса по-руса (2007)
- Последната Шоугърл (2024)